# Holetschek (cráter)

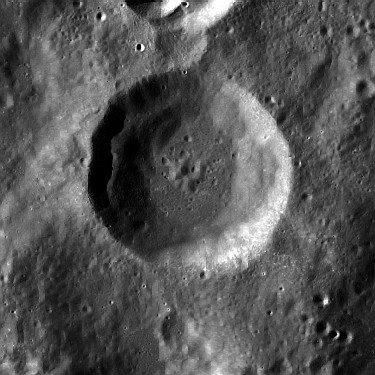
Fotografía de la misión Lunar Reconnaissance Orbiter

Holetschek es un cráter de impacto situado en la cara oculta de la Luna, al sur-sureste de la enorme planicie amurallada del cráter Gagarin. Al este de Holetschek se halla el cráter Sierpinski. Al oeste-suroeste aparece el cráter satélite más grande Holetschek R.
|  |

El perímetro de este cráter forma un círculo casi simétrico, con una ligera protuberancia hacia el sur-sureste. El borde no se ha erosionado significativamente, pero un pequeño cráter se une al borde norte, conectando el cráter principal con el cráter satélite Holetschek Z al norte. Las paredes interiores están desplomadas en algunos lugares, formando un numerosos taludes a lo largo de la base occidental. El suelo interior por lo demás carece relativamente de rasgos distintivos.

## Cráteres satélite
Por convención estos elementos se identifican en los mapas lunares colocando la letra en el lado del cráter del punto medio que está más cerca de Holetschek.
|            | \| Holetschek \| Coordenadas \| Diámetro \| \| ---------- \| ------------------------------- \| -------- \| \| N \| 30°12′S 150°06′E / -30.2, 150.1 \| 19 km \| \| P \| 30°00′S 149°30′E / -30.0, 149.5 \| 16 km \| \| R \| 29°00′S 147°30′E / -29.0, 147.5 \| 69 km \| \| Z \| 26°18′S 150°54′E / -26.3, 150.9 \| 30 km \| |          |
| Holetschek | Coordenadas | Diámetro |
| N          | 30°12′S 150°06′E / -30.2, 150.1 | 19 km    |
| P          | 30°00′S 149°30′E / -30.0, 149.5 | 16 km    |
| R          | 29°00′S 147°30′E / -29.0, 147.5 | 69 km    |
| Z          | 26°18′S 150°54′E / -26.3, 150.9 | 30 km    |